# Rinspeed
Rinspeed est un constructeur d'automobiles originales et préparateur suisse fondée en 1979 par Frank Rinderknecht.

## Modèles
La Splash est une voiture amphibie qui peut naviguer à plus de 80 km/h ou rouler sur la terre ferme à près de 200 km/h. Propulsée par un bi-cylindre turbocompressé de 750 cm3 fonctionnant au gaz naturel et fournissant 140 ch à 7 000 tr/min ce véhicule original qui pèse à peine plus de 825 kg, accélère de 0 à 100 km/h en 5,9 s. Elle est présentée en 2004.
La Senso est un cabriolet trois places d'une robe d’argent basé sur une Porsche Boxster fonctionnant au gaz naturel. Via une pellicule électroluminescente développée en partenariat avec Bayer Material/Science, un ordinateur par le truchement d'une caméra-senseur examine les données biométriques du conducteur, le système détecte son attitude. Si le chauffeur manifeste des signes d’endormissement, l’air s’emplit d’une senteur de citron et de pamplemousse, tandis que l’habitacle est éclairé de couleurs vives sur fond de motifs stimulant les sens. Au contraire, si sa conduite est jugée agressive par le cerveau cybernétique, l’habitacle est envahi de fragrances de vanille et de mandarine ainsi que de lumières apaisantes, en l’occurrence du bleu et du violet. Elle est présentée au salon de Genève de mars 2005.
La Bamboo est un concept car présentée lors du salon automobile de Genève 2011. Certains composants du véhicule sont réalisés en bois de bambou. Cette voiture est entièrement électrique, propose quatre places assises, atteint 120 km/h, possède une puissance de 73 chevaux et elle a une autonomie annoncée de 105 km. Son design a été réalisé par James Rizzi, artiste peintre de pop art.
La microMAX est un concept de monospace cubique de style urbain contemporain art présentée au Salon de l'automobile de Genève 2013.
La sQuba est le premier véhicule capable de plonger dans l'eau, jusqu'à 10 mètres de profondeur et à une vitesse de 3 km/h.
Rinspeed a dévoilé un nouveau concept au Salon de Genève 2016 nommé Etos, qui a été présenté dans un premier temps au CES de Las Vegas en janvier 2016. Il est basé sur la BMW i8 (version de préparation par le préparateur suisse Frank Rinderknecht et son équipe) et il est doté d'une piste d'atterrissage pour drones.
Depuis, l'artisan helvétique se focalise sur les mobilités contemporaines en exposant plusieurs démonstrateurs techniques comme l'Oasis en 2017 ou le Snap en 2018. Ces concepts cars se veulent un apport aux réflexions sur la mobilité urbaine des années 2020.

## Constructeurs d'automobiles qui sont préparés par Rinspeed
- BMW
- Bugatti
- Dodge
- Nissan
- Porsche